# Despair (film 1978)
Despair (Despair - Eine Reise ins Licht) è un film del 1978 diretto da Rainer Werner Fassbinder.
È il primo film girato completamente in inglese da Fassbinder.

## Trama
Berlino, 1929: un fabbricante di cioccolata, emigrato dalla Russia dodici anni prima, entra in una profonda crisi d'identità e di sdoppiamento. Incontrato Felix, un operaio nel quale crede di vedere il proprio sosia, lo uccide, gli prende abiti e documenti e si rifugia in Svizzera. L'inganno però dura poco.